# Hendrik Cornelis van Mourik
Hendrik Cornelis (Henk) van Mourik (Tiel, 17 juni 1877 — 15 oktober 1944) was een Nederlands kunstschilder die vooral werkzaam was in Tiel.
Van Mourik was autodidact. Zijn werken worden gerekend tot het impressionisme en omvatten voornamelijk landschappen, portretten en stillevens, min of meer in de trant van de Haagse School. Hij was lid van de Kunstenaarsvereniging Sint Lucas.
Henk van Mourik trouwde op 28 oktober 1920 met Johanna Berendina Stout (1894-1976). Hij was aanvankelijk onderwijzer te Renkum, waar hij in contact kwam met de schilders Xeno Munninghoff, Hendrikus Alexander van Ingen en Théophile de Bock en lid werd van de Renkumse kunstenaarsvereniging Pictura Veluvensis. In Dordrecht zocht hij later contact met de impressionistische kunstkring. In de jaren '20 keerde hij terug naar zijn geboortestad Tiel. Daar woonde hij op de Prinses Beatrixlaan 26.
Van Mourik overleed tijdens de Tweede Wereldoorlog van schrik, toen hij vanuit zijn badkamerraam  een Engelse Spitfire zag aankomen die het station van Tiel onder vuur nam.
Werk van Van Mourik bevindt zich in de collectie van het Flipje & Streekmuseum te Tiel.

## Wetenswaardigheid
Van Mourik was een oom van illustrator Lies Veenhoven. Sinds 1943 woonde zij met haar ouders bij hem in. Na zijn dood bleven zij in zijn huis wonen, ook toen Lies Veenhoven al getrouwd was. Haar ontwikkeling als kunstenaar is deels te danken aan zijn aanmoediging.

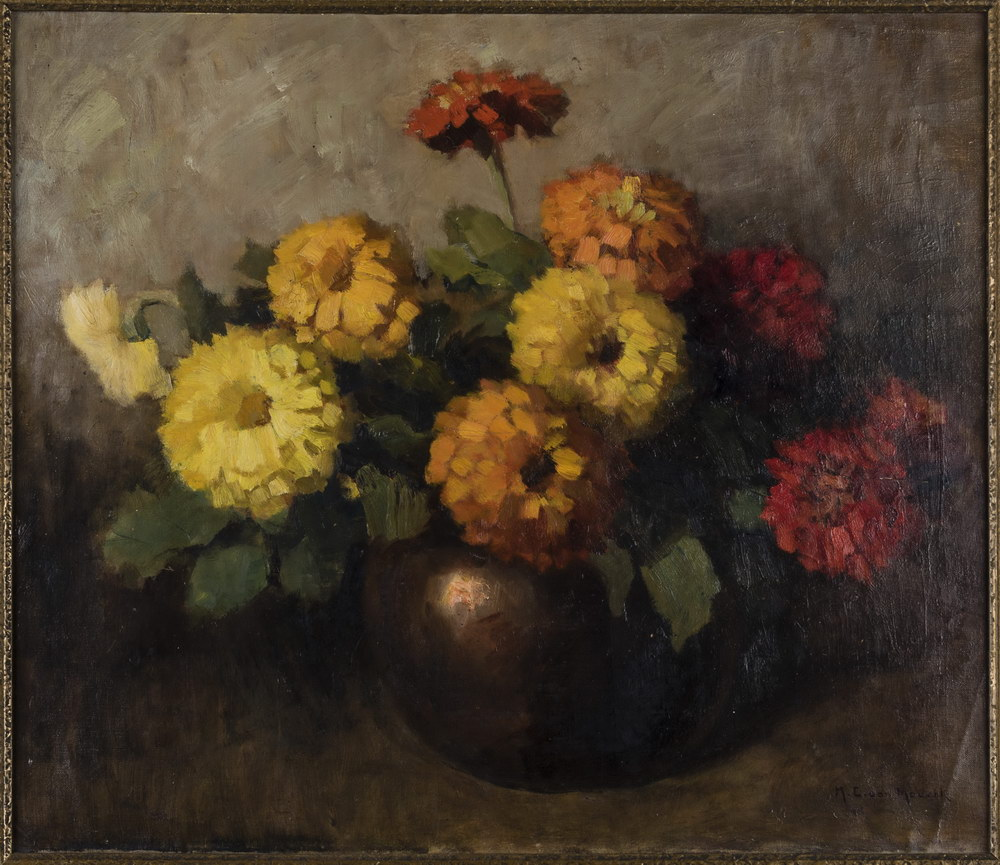
Schilderij van Van Mourik: een boeket zinnia's in een bolvormige roodkoperen vaas